# Neiokõsõ
Neiokõsõ este o formație estoniană de muzică care a participat la concursul Eurovision în anul 2004. Grupul este compus din Anu Taul, Triinu Taul, Astrid Böning, Diana Põld, Kadri Uutma și Peeter Jõgioja.
Sunt binecunoscuți pentru melodia lor Tii (Drumul), care a luat locul 12 în semifinală Eurovision 2004 și care este cântată în dialectul sud-estonian Võro.